# Iksu
IKSU, Idrottsklubben Studenterna i Umeå, er en idrætsforening i Umeå, oprettet den 5. maj 1959. Foreningen er en af de største i Sverige, med rundt regnet 17.000 medlemmer.
Foreningen opførte sin første sportshal på Umeå Universitets campus i 1983 og har efterfølgende fortsat med at udvide. Anlæggene optager nu over 21.000 kvadratmeter og kaldes Iksu sport. Det er i dag Europas største træningsanlæg. Bygningerne ejes og forvaltes af Stiftelsen Universitetshallen som blev grundlagt af Umeå studentkår, Umeå Universitet og Iksu foreningen af 1983. Iksu driver tilmed træningscenter og spa i anlægget Iksu spa. Man har fra og med 2012 også et tredje anlæg, Iksu plus – et mindre anlæg som udover træningscenteret også tilbyder forskellige slags holdtræning – som er beliggende ved Umeå kunstcampus tættere på centrum.

## Aktiviteter
Udover træningscenter, holdtræning og forskellige slags holdsport har Iksu et bredere tilbud i form af kost samt behandlinger med faciliteter for spabehandlinger, hudpleje, massage, fysioterapi, napraterapi, massageterapeut, personlig træning osv. Der afholdes tilmed forelæsninger og der findes konferencefaciliteter. Der udbydes også mange slags uddannelser, både internt og eksternt. Iksu udbyder selv forskellige instruktøruddannelser inden for cykling (spinning), aerobic, aqua, yoga og core. Eksterne uddannelser bliver f.eks. udbydes af Les Mills som uddanner i blandt andet Body pump og Body balance.
Iksu sport er et af Nordeuropas største motions- og friluftssportanlæg. I gennemsnit har Iksu sport 3.000-4.000 besøgende om dagen. Udover træningshaller, indendørsarena, fitnesscenter og svømmehal er Iksu sport også forsynet med en restaurant Hansson & Hammar, samt en frisørsalon – Hårizont.
Iksu har 17 forskellige afdelinger. Den mest kendte er Iksu Innebandy som har vundet fire SM-guldmedaljer og tre guldmedaljer i Europacupen for klubhold.
Foreningen samarbejder med Umeå Universitet, først og fremmest med Umeå centrum för idrottsvetenskap og enheden for idrætsmedicin. En stor del av Umeå Universitets idrætsundervisning foregår på Iksu sport – ikke mindst indenfor rammerne af "elitidrætssaftalen" som giver mange svenske idrætsudøvere mulighed for at kombinere studier og træning på højt niveau. I det samme anlæg findes der også "idrætslaboratoriet" svensk: 'Idrottslabbet)', hvor mange kende idrætsstjerner testes og behandles. Blandt andet er den amerikanske styrtløber David Bejmer blevet behandlet for problemer med akillessenerne der, og fodboldspilleren Zlatan Ibrahimović blev behandlet for knæproblemmer.
Udover Iksu sport på Universitetsområdet har Iksu et anlæg i Umedalen – Iksu spa og et ved Umeå kunstcampus - Iksu Plus.

## Afdelinger
| - Alpin - Basket - Beachvolley - Rundbold Brännbollscupen - Fitness - Frilufts - Indendørsbandy - Klatring | - Langrend - Løb - Multisport - Svømning - Kampsport - Kendo - Squash - Volleybold |

## Kritik
Dette afsnit eller denne liste er kun påbegyndt. Hvis du ved mere om emnet, kan du hjælpe Wikipedia ved at tilføje mere.

I en sammenligning gennemført af studenteravisen Vertex viste det sig at Iksu var det dyreste alternativ for studerende sammenlignet med andre universitetsbyer i Sverige. På grund af det store udbud af aktiviteter er et medlemskab af Iksu dyrere end i andre, mindre træningsanlæg.